# Vegetarische hamburger

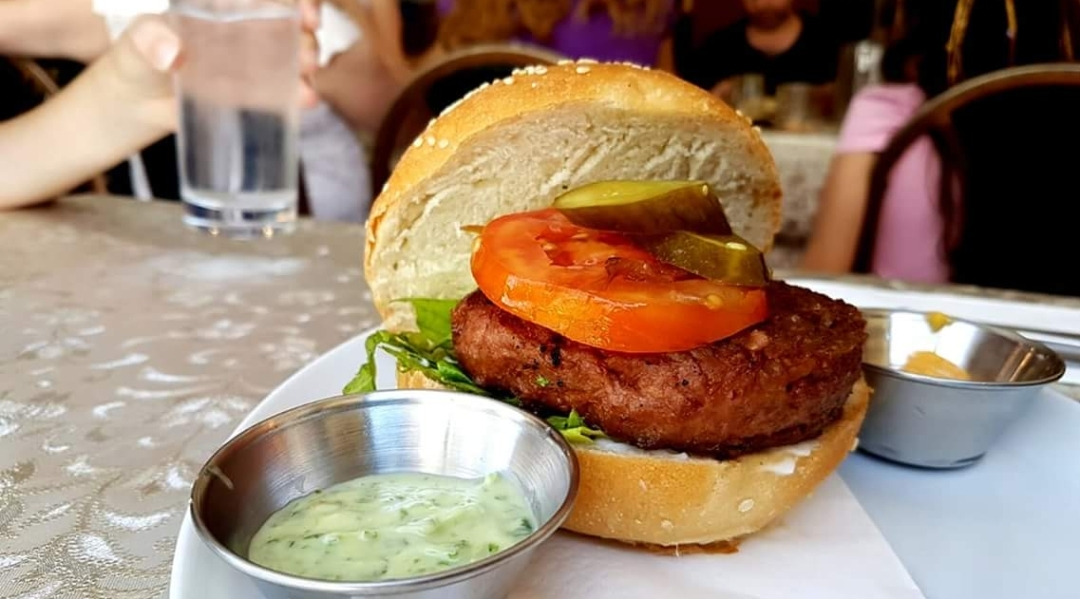
Vegetarische hamburger.

Een vegetarische hamburger (ook wel vegaburger of veggieburger) is de vleesvervanger van de klassieke hamburger. Het gehakt is vervangen door bijvoorbeeld bonen, noten, tofoe of paddenstoelen.
De vegetarische snack is wereldwijd bij verschillende fastfoodrestaurants te bestellen.

## Naamgeving
Vanuit de vleesindustrie, de boerenlobby en aan hen verwante politieke partijen is jarenlang gestreden tegen productnamen als "vegaburger", vegetarische worst en vegagehakt. Ten slotte heeft het Europees Parlement op 23 oktober 2020 toch toelating gegeven aan deze namen. Wel werden verwijzingen naar producten uit de zuivelsector, zoals melk en yoghurt, verboden.

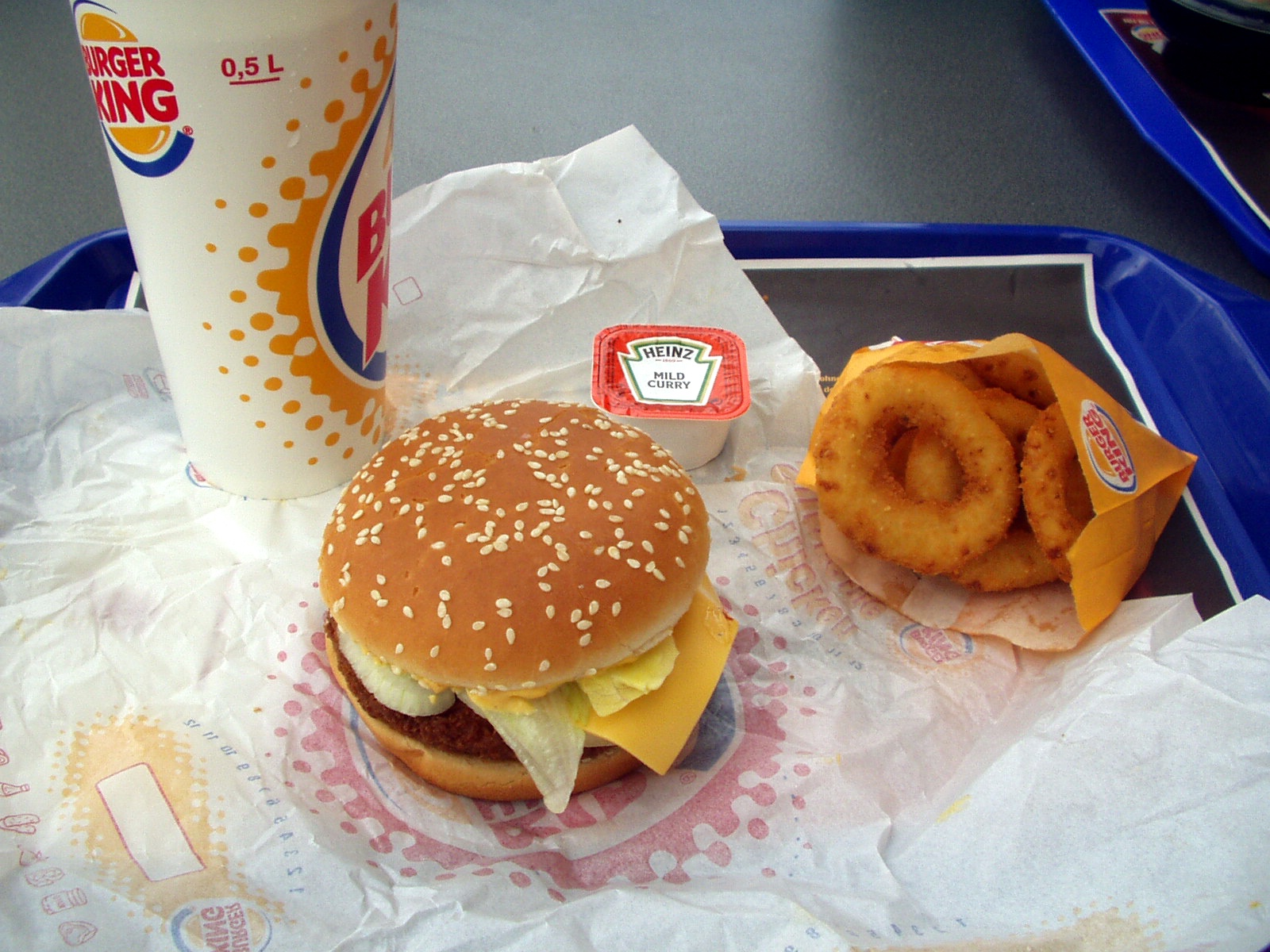
Vegaburger in een menu van een fastfoodketen.